# Miguel Lino de Ezpeleta
Miguel Lino de Ezpeleta (Manilla, 1701 - 1771) was een rooms-katholieke geestelijke van Spaanse afkomst. Lino de Ezpeleta werd op 18 juli 1757 benoemd als bisschop van Cebu. Na het overlijden van gouverneur Pedro Manuel de Arandía Santisteban werd hij, omdat de positie van de aartsbisschop van Manilla ook vacant was de nieuwe interim-gouverneur van de kolonie. Bij aankomst van de nieuwe aartsbisschop van Manilla in juli 1759 claimde deze de positie van gouverneur. Lino de Ezpeleta ging de confrontatie met de aartsbisschop echter aan en bleef tot juli 1761 op de gouverneursstoel zitten, toen een koninklijk decreet bepaalde dat de aartsbisschop de nieuwe interim-gouverneur moest worden..
Na zijn dood in 1771 werd de bisschop in Cebu opgevolg door Mateo Joaquin Rubio de Arevalo, die pas vijf jaar na het overlijden van Lino de Expeleta geïnstalleerd werd.